# Зимовий чемпіонат СРСР з метань 1983

## Медалісти

### Чоловіки
| Дисципліна     | Золото                     | Золото | Срібло                          | Срібло | Бронза                            | Бронза |
| -------------- | -------------------------- | ------ | ------------------------------- | ------ | --------------------------------- | ------ |
| Метання диска  | Юрій Думчев Москва         | 68,62  | Ігор Дугинець УРСР Одеська обл. | 63,60  | Олександр Нажимов РРФСР           | 62,42  |
| Метання молота | Сергій Литвинов РРФСР      | 81,28  | Юрій Тарасюк Білоруська РСР     | 78,60  | Анатолій Єфімов Ленінград         | 78,04  |
| Метання списа  | Хейно Пуусте Естонська РСР | 87,56  | Дайніс Кула Латвійська РСР      | 86,50  | Василь Єршов УРСР Запорізька обл. | 79,92  |

### Жінки
| Дисципліна    | Золото                 | Золото | Срібло                               | Срібло | Бронза                          | Бронза |
| ------------- | ---------------------- | ------ | ------------------------------------ | ------ | ------------------------------- | ------ |
| Метання диска | Галина Савінкова РРФСР | 63,10  | Любов Уракова РРФСР                  | 62,24  | Надія Кугаєвських РРФСР         | 60,58  |
| Метання списа | Ольга Чистякова РРФСР  | 62,14  | Зинаїда Гавриліна УРСР Донецька обл. | 60,00  | Тереза Некрошайте Литовська РСР | 59,98  |

## Медальний залік
| Команда        |   |   |   | Загалом |
| -------------- | - | - | - | ------- |
| РРФСР          | 3 | 1 | 2 | 6       |
| Москва         | 1 | 0 | 0 | 1       |
| Естонська РСР  | 1 | 0 | 0 | 1       |
| УРСР           | 0 | 2 | 1 | 3       |
| Білоруська РСР | 0 | 1 | 0 | 1       |
| Латвійська РСР | 0 | 1 | 0 | 1       |
| Ленінград      | 0 | 0 | 1 | 1       |
| Литовська РСР  | 0 | 0 | 1 | 1       |

## Командний залік
Одночасно з дорослим чемпіонатом був проведений юніорський чемпіонат. Командний залік офіційно визначався серед спортивних товариств та відомств на підставі загальних виступів дорослих та юніорів.
I група
1. "Труд" – 274 очка.
2. Збройні Сили – 240.
3. "Буревісник" – 213.
4. "Динамо" – 202.
5. "Трудові резерви" – 115.
II група
1. "Зенит" – 120.
2. "Спартак" – 81.
3. "Урожай" – 48.
4. "Локомотив" – 14.